# اچ‌ام‌ای‌اس لانسستون (جی۱۷۹)
اچ‌ام‌ای‌اس لانسستون (جی۱۷۹) (به انگلیسی: HMAS Launceston (J179)) یک کشتی بود که طول آن ۱۸۶ فوت (۵۷ متر) بود. این کشتی در سال ۱۹۴۱ ساخته شد.